# Jensen Interceptor (1966-1976)
De Jensen Interceptor is een auto van het Britse automerk Jensen die in de periode 1966 tot 1976 geproduceerd werd. De auto is ontworpen door Carrozzeria Touring en was leverbaar in drie carrosserie-uitvoeringen, namelijk als hatchback, cabriolet en als coupé.
De ontwikkeling en bouw van de Interceptor ging met de nodige moeilijkheden gepaard. Bij de aanschaf van onderdelen werden niet altijd logische keuzes gemaakt en er werd ook makkelijk van leverancier gewisseld waardoor de kwaliteit van hetzelfde model Interceptor toch sterk kon verschillen. Met name bij de stuurinrichting viel dit op. Er zijn drie generaties op de markt geweest. Van de eerste generatie zijn er slechts 22 geproduceerd.
Een tijd lang werd ook de Jensen FF gebouwd. Dit was een auto die sterk verwant was aan de Interceptor. Begin jaren zeventig kwam de producent in de problemen waardoor de productie van de Interceptor moest stoppen. In 1982 en 2001 werd korte tijd geprobeerd de productie van de Interceptor te hervatten.

## Trivia
- In de periode 1950-1957 had het bedrijf ook al 88 auto's met de naam Jensen Interceptor geproduceerd.